# Giuseppe Fontana
Giuseppe Fontana (22 d'agost de 1902 - 10 de gener de 1941) va ser un oficial naval italià durant la Segona Guerra Mundial.

## Biografia
Va néixer a Vicenza el 22 d'agost de 1902, i després d'enrolar-se a la Reial Marina Italiana als setze anys, va començar a assistir a la Reial Acadèmia Naval de Livorno, graduant-se amb el grau de guardiamarina el juliol de 1923. Va ser ascendit a sotstinent el 1925 i tinent el 1928. Després de servir en diversos vaixells de guerra, va obtenir el seu primer comandament amb la torpedinera Albatros i més tard esdevingué oficial executiu del creuer blindat San Giorgio.
Després de l'ascens a capità de corbeta el 25 de gener de 1937, va esdevenir oficial executiu del destructor Antonio Da Noli, en el qual va participar en operacions de bloqueig naval contra la Segona República Espanyola durant la Guerra Civil Espanyola. El 28 de març de 1939 va rebre el comandament del 10è Esquadró de Torpedineres, hissant la seva bandera a la Vega, de la qual també n'era el comandant. Poc abans que el Regne d'Itàlia entrés a la Segona Guerra Mundial el 10 de juny de 1940, va ser ascendit al rang de capità de navili.
A l'alba del 10 de gener de 1941, la Vega i la seva germana Circe van ser enviades per interceptar un comboi britànic amb destinació a Malta (operació Excés) davant de Pantelleria. Entre les 7:26 i les 7:28, les dues torpedineres van llançar sense èxit els seus torpedes i després van enfrontar-se a l'escorta del comboi, format per tres creuers lleugers i cinc destructors, amb els seus canons. Un dels obusos del Vega va colpejar l'HMS Bonaventure, causant alguns danys lleugers i dues víctimes, però el foc de retorn del creuer va desactivar els motors de la Vega , va destruir els seus canons de popa i va fer volar el seu carregador de munició de popa, deixant-la un derelicte ardent. La Vega va continuar disparant amb l'única arma funcional fins que va ser acabada per un foc de torpedes de l'HMS Hereward a les 8:15. El capità Fontana va enfonsar-se amb el seu vaixell després de donar la seva armilla salvavides al seu enginyer en cap, Leopoldo Di Luca. Va ser guardonat pòstumament amb la Medalla d'Or al Valor Militar.

## Dates de promoció
Capità de fragata – 1940
 Capità de corbeta - 1937
 Tinent de vaixell – 1928
 Sotstinent de vaixell - 1925
 Guardiamarina - 1923

## Condecoracions
Medalla d'or al valor militar - 22 d'abril de 1941
 Medalla de bronze al valor militar - 25 de gener de 1941
 Medalla commemorativa de la Campanya d'Espanya (1936-1939)